# Жидвеју (Алба)
Жидвеју (рум. Jidveiu) насеље је у Румунији у округу Алба у општини Жидвеј. Општина се налази на надморској висини од 342 m.

## Становништво
Према подацима из 2011. године у насељу је живело 5146 становника.